# Saint-Martin-de-Fontenay
Saint-Martin-de-Fontenay é uma comuna francesa na região administrativa da Normandia, no departamento Calvados. Estende-se por uma área de 10,7 km². Em 2010 a comuna tinha 2 560 habitantes (densidade: 239,3 hab./km²).